# Pouillon
|  | Per a altres significats, vegeu «Pouillon (Landes)». |

Pouillon és un municipi francès al departament del Marne (regió de Gran Est). L'any 2007 tenia 458 habitants.

## Demografia

### Població
El 2007 la població de fet de Pouillon era de 458 persones. Hi havia 152 famílies, de les quals 24 eren unipersonals (4 homes vivint sols i 20 dones vivint soles), 60 parelles sense fills, 52 parelles amb fills i 16 famílies monoparentals amb fills.
La població ha evolucionat segons el següent gràfic:

### Habitatges
El 2007 hi havia 166 habitatges, 160 eren l'habitatge principal de la família, 1 era una segona residència i 5 estaven desocupats. Tots els 166 habitatges eren cases. Dels 160 habitatges principals, 143 estaven ocupats pels seus propietaris, 13 estaven llogats i ocupats pels llogaters i 4 estaven cedits a títol gratuït; 1 tenia dues cambres, 8 en tenien tres, 28 en tenien quatre i 123 en tenien cinc o més. 131 habitatges disposaven pel capbaix d'una plaça de pàrquing. A 63 habitatges hi havia un automòbil i a 86 n'hi havia dos o més.

### Piràmide de població
La piràmide de població per edats i sexe el 2009 era:
| Homes | Edats   | Dones |
| ----- | ------- | ----- |
| 0     | 95 o +  | 0     |
| 0     | 90 a 94 | 0     |
| 0     | 85 a 89 | 0     |
| 0     | 80 a 84 | 0     |
| 4     | 75 a 79 | 4     |
| 8     | 70 a 74 | 8     |
| 12    | 65 a 69 | 12    |
| 8     | 60 a 64 | 20    |
| 8     | 55 a 59 | 4     |
| 36    | 50 a 54 | 20    |
| 36    | 45 a 49 | 36    |
| 32    | 40 a 44 | 12    |
| 12    | 35 a 39 | 20    |
| 20    | 30 a 34 | 12    |
| 8     | 25 a 29 | 4     |
| 28    | 20 a 24 | 16    |
| 24    | 15 a 19 | 4     |
| 4     | 10 a 14 | 16    |
| 16    | 5 a 9   | 4     |
| 0     | 0 a 4   | 0     |

## Economia
El 2007 la població en edat de treballar era de 323 persones, 241 eren actives i 82 eren inactives. De les 241 persones actives 236 estaven ocupades (132 homes i 104 dones) i 5 estaven aturades (3 homes i 2 dones). De les 82 persones inactives 27 estaven jubilades, 22 estaven estudiant i 33 estaven classificades com a «altres inactius».

### Ingressos
El 2009 a Pouillon hi havia 162 unitats fiscals que integraven 409 persones, la mediana anual d'ingressos fiscals per persona era de 24.644 €.

### Activitats econòmiques
Dels 13 establiments que hi havia el 2007, 1 era d'una empresa extractiva, 2 d'empreses alimentàries, 1 d'una empresa de fabricació d'altres productes industrials, 2 d'empreses de construcció, 1 d'una empresa de comerç i reparació d'automòbils, 1 d'una empresa de transport, 1 d'una empresa d'informació i comunicació, 1 d'una empresa financera, 1 d'una empresa immobiliària, 1 d'una empresa de serveis i 1 d'una empresa classificada com a «altres activitats de serveis».
Dels 3 establiments de servei als particulars que hi havia el 2009, 1 era un electricista, 1 empresa de construcció i 1 perruqueria.
L'any 2000 a Pouillon hi havia 35 explotacions agrícoles que ocupaven un total de 144 hectàrees.

## Poblacions properes
El següent diagrama mostra les poblacions més properes.